# Воивози (Попешти)
Воивози (рум. Voivozi) насеље је у Румунији у округу Бихор у општини Попешти. Oпштина се налази на надморској висини од 190 m.

## Становништво
Према подацима из 2002. године у насељу је живело 1837 становника.

### Попис2002.
| Расподела становништва по националности 2002.‍ | Расподела становништва по националности 2002.‍ | Расподела становништва по националности 2002.‍ | Расподела становништва по националности 2002.‍ | Расподела становништва по националности 2002.‍ |
| --------------------------------------------- | --------------------------------------------- | --------------------------------------------- | --------------------------------------------- | --------------------------------------------- |
|                                               |                                               |                                               |                                               |                                               |
| Румуни                                        | Румуни                                        |                                               | 1.518                                         | 83,0%                                         |
| Мађари                                        | Мађари                                        |                                               | 57                                            | 3,1%                                          |
| Роми                                          | Роми                                          |                                               | 83                                            | 4,5%                                          |
| Словаци                                       | Словаци                                       |                                               | 171                                           | 9,3%                                          |